# Pandanus antaresensis
Pandanus antaresensis är en enhjärtbladig växtart som beskrevs av Harold St.John. Pandanus antaresensis ingår i släktet Pandanus och familjen Pandanaceae. Inga underarter finns listade.